# قرة (اليمن)

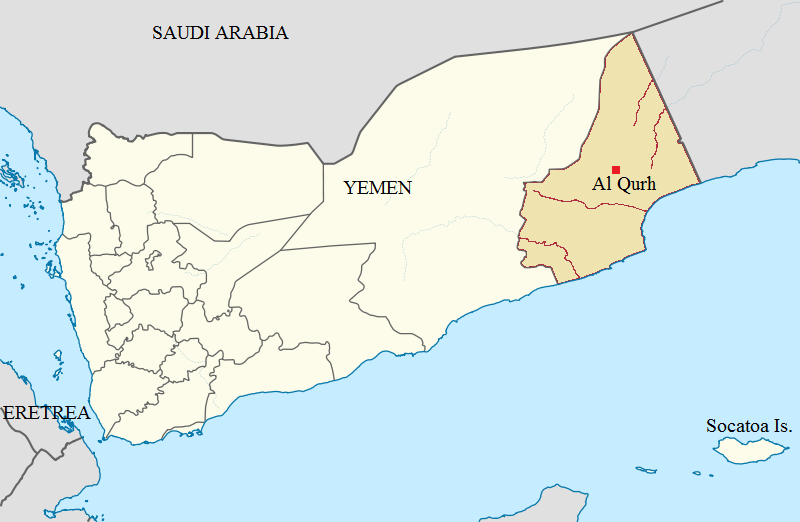
خريطة توضح موقع القره المهرة.

القرة هي مدينة بمحافظة المهرة في اليمن،  تقع عند خط عرض 16 ° 43 'شمالًا وخط طول 51 ° 28' شرقًا.
القرة لديها مناخ صحراوي، وتصنف على أنها ذات مناخ صحراوي حار وذلك وفقًا لتصنيف مناخ كوبن. ويبلغ متوسط درجة الحرارة السنوية 23.9 درجة مئوية ويبلغ المتوسط السنوي لسقوط الأمطار 88 ملم. 